# Stalachtis exul
Stalachtis exul är en fjärilsart som beskrevs av Adalbert Seitz 1917. Stalachtis exul ingår i släktet Stalachtis och familjen juvelvingar. Inga underarter finns listade i Catalogue of Life.